# أودري فلاك
أودري فلاك (بالإنجليزية: Audrey Flack)‏ (30 مايو 1931 – 28 يونيو 2024) هي رسامة أمريكية، ولدت في 30 مايو 1931 في نيويورك في الولايات المتحدة.

## وصلات خارجية
- الموقع الرسمي
- أودري فلاك على موقع الموسوعة البريطانية (الإنجليزية)